# Synagoga Pazmanitengasse w Wiedniu
Synagoga Pazmanitengasse w Wiedniu (niem. Synagoge Pazmanitengasse in Wien) – nieistniejąca synagoga, która znajdowała się w Wiedniu, stolicy Austrii, przy Pazmanitengasse 6.
Synagoga została zbudowana w latach 1891–1913, według projektu architekta Ignaza Reisera. Służyła żydowskiej społeczności zamieszkującej dzielnicę Leopoldstadt. Podczas nocy kryształowej z 9 na 10 listopada 1938 roku, bojówki hitlerowskie spaliły synagogę. Obecnie na miejscu synagogi znajduje się nowoczesny budynek.